# Burg Reichenberg (Württemberg)
Die Burg Reichenberg ist eine Burganlage oberhalb von Oppenweiler im Rems-Murr-Kreis in Baden-Württemberg.

## Geschichte
Die Höhenburg wurde 1230 bis 1231 von Markgraf Hermann V. von Baden erbaut, der, wie sein Bruder, ein treuer Anhänger des Stauferkaisers Friedrich II. war.
Sie soll in enger Beziehung mit der zur gleichen Zeit erbauten Burg Ebersberg im heutigen Auenwald und der oberen Burg in Besigheim gestanden haben. Die Maße, Einrichtungen und vorhandenen Steinmetzzeichen der drei Burgen stimmen überein.
Im Mittelalter waren die Verwaltungszentren meist in Burgen gelegen. So war auch die Burg Reichenberg eine so genannte Ministerialburg. Schon 1230 werden die Ritter Wolfram und Berthold von Reichenberg genannt. Reichenberg war demnach Amtssitz und somit auch das Verwaltungszentrum der umliegenden Gebiete. Ab 1293 saßen die Sturmfeder von Oppenweiler als Ministerialen auf der Burg. 
Im 19. Jahrhundert war die Burg Sitz des Forstamtes des Königreichs Württemberg, u. a. war von 1822 bis 1833 Karl von Schiller – ein Sohn Friedrich Schillers – dort als Revierförster tätig.
1888 wurde die Burg an die Samariterstiftung verpachtet, die dort eine soziale Einrichtung zur Versorgung von behinderten Menschen betrieb. 1929 hatte die Samariterstiftung das Schloss Grafeneck bei Gomadingen erworben und das Heim dorthin hinverlegt.
1930 wurde die Burg an die Evangelische Gesellschaft Stuttgart verpachtet, die dort bis in die fünfziger Jahre hinein eine Auffangstelle für Stuttgarter Prostituierte betrieb, da die Prostitution aufgrund der allgemeinen Not nach dem Ersten Weltkrieg in Stuttgart stark angestiegen war. Anschließend wandelte die Evangelische Gesellschaft Stuttgart die Burg wieder in ein Wohnheim für Menschen mit Behinderung um.
Seit 2007 wird das Heim von der Paulinenpflege Winnenden e. V. betrieben. Heutiger Eigentümer der Burg ist das Land Baden-Württemberg.
Burgbesichtigungen sind nach Voranmeldung für Gruppen möglich. Burg Reichenberg stellt die besterhaltene romanische Burg im Rems-Murr-Kreis dar.

## Anlage
Der Burgbau war eine Frage der Repräsentation und des Prestiges. Trotzdem vermittelt die Burg heute den Eindruck einer Wehranlage mit dem Bergfried mit vier Meter dicken Mauern und der mächtigen Schildmauer mit Fachwerkwehrgang.

### Der zweite Turm

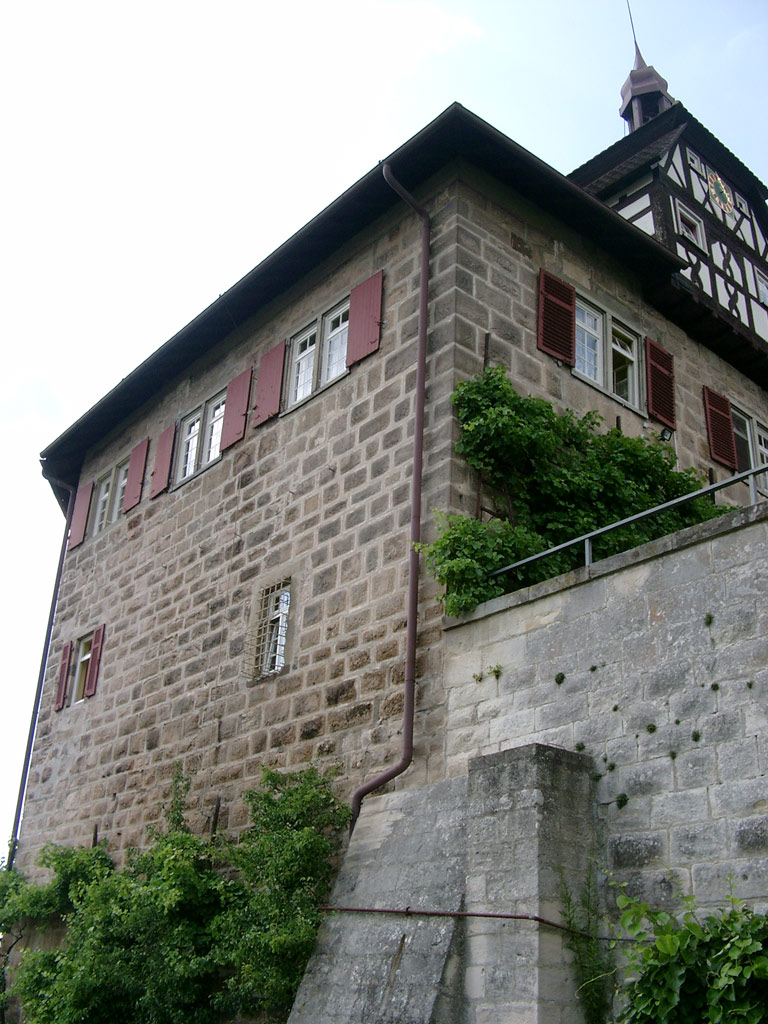
Südwestliche Seite der Burg (Talseite)

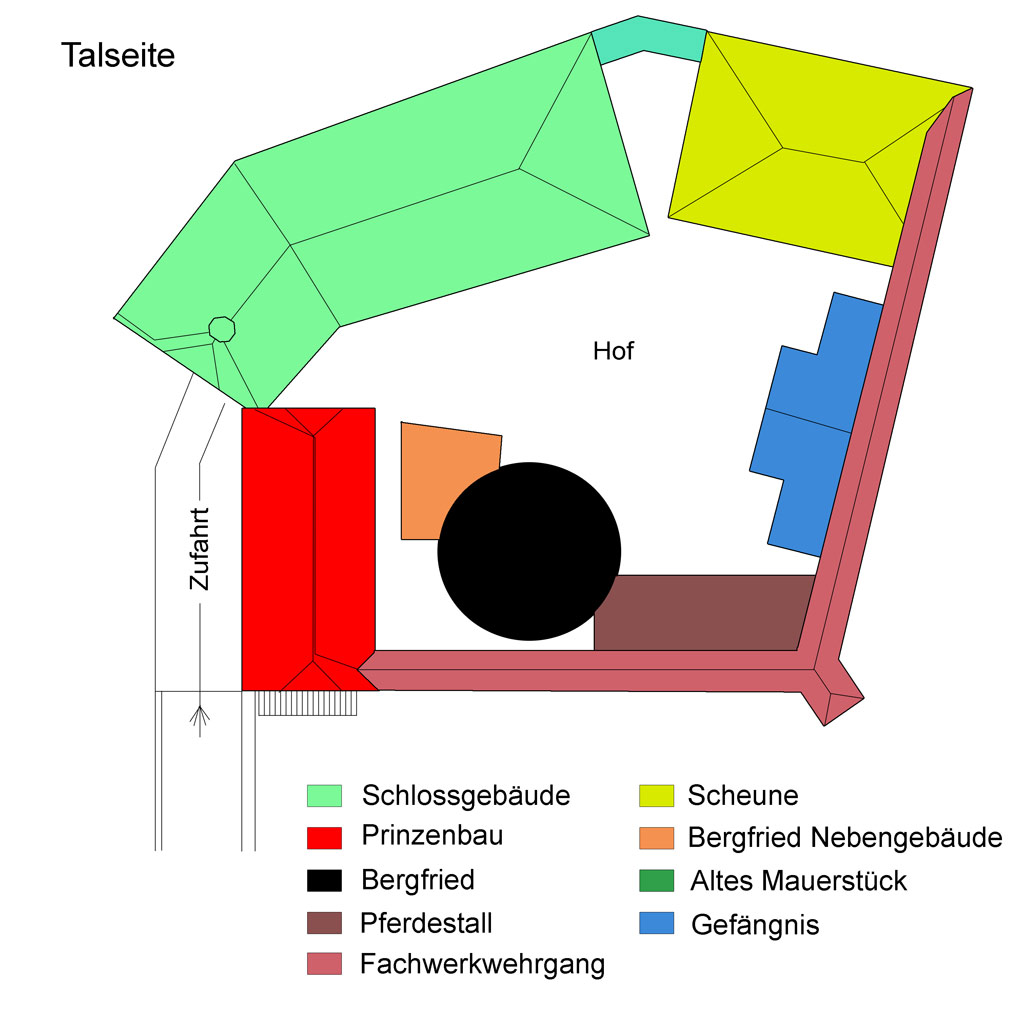
Grundriss der Burg Reichenberg

Aus älteren Quellen erfährt man, dass es noch einen zweiten Turm gegeben haben soll. Er muss vom Bau der Burg an bestanden haben. Wann er abgebrochen wurde, ist nicht bekannt, er soll aber noch in der 2. Hälfte des 18. Jahrhunderts gestanden haben. Auf zahlreichen alten Bildern ist er noch zu sehen (zu finden z. B. in Kieser Forstlagerbuch 1685 HStAS H 107/14, Nr. 6).

### DasSchloss
In den Jahren 1556 bis 1562 wurde die Burganlage um den Süd-West-Flügel erweitert. Man bezeichnet ihn als Schloss. Dieser Anbau ist teilweise unterkellert und wurde an manchen Stellen aus dem gewachsenen Fels gehauen. Er soll dazu gedient haben, dem Forstmeister einen dauernden Wohn- und Verwaltungssitz zu bieten.

### Wehrsysteme

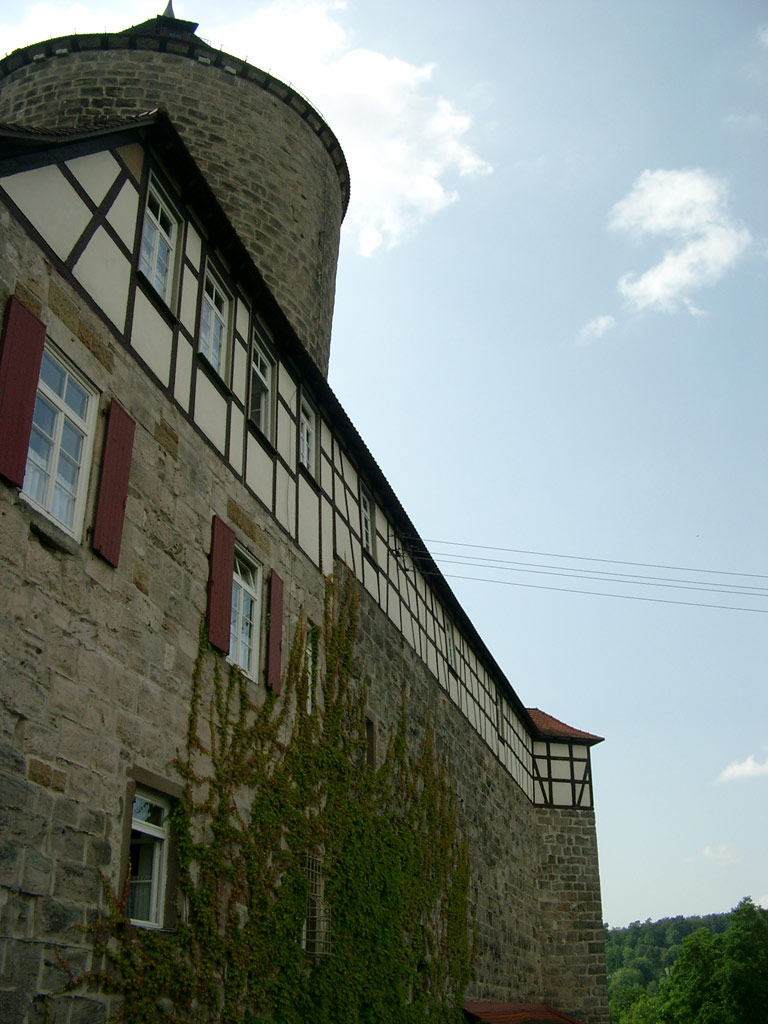
Nordöstliche Seite der Burg mit Fachwerkwehrgang

Der Burggraben, der ursprünglich um die ganze Burg geführt haben soll, ist heute nur noch schemenhaft erkennbar. Man nimmt an, dass aus dem Aushub des Grabens das Baumaterial für die Burg gewonnen wurde. Früher wurde der Graben über eine Zugbrücke in einem der Burg vorgelagerten Türmchen überquert. Anstelle dieses Türmchens befindet sich heute nur noch eine einfache Brücke, die den Zugang zur Burg ermöglicht.
Die nordöstliche und nordwestliche Ringmauer, auch Schildmauer genannt, die einen mit einem Satteldach abgedeckten Fachwerkumlauf trägt, hat so nicht seit dem Bau der Burg bestanden. Früher war an dessen Stelle ein normaler Wehrgang, von dem noch ein kleiner Ansatz an der Südwestseite erhalten ist.

## Bilder

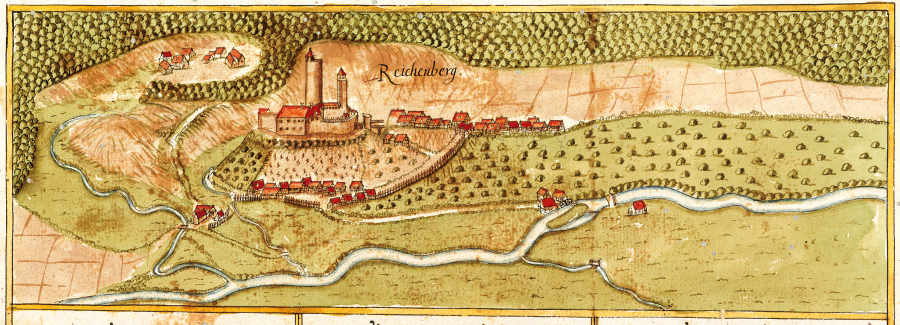
Reichenberg mit deutlich höherem Bergfried und einem zweiten Turm (Ansicht aus dem 17. Jahrhundert von Andreas Kieser)
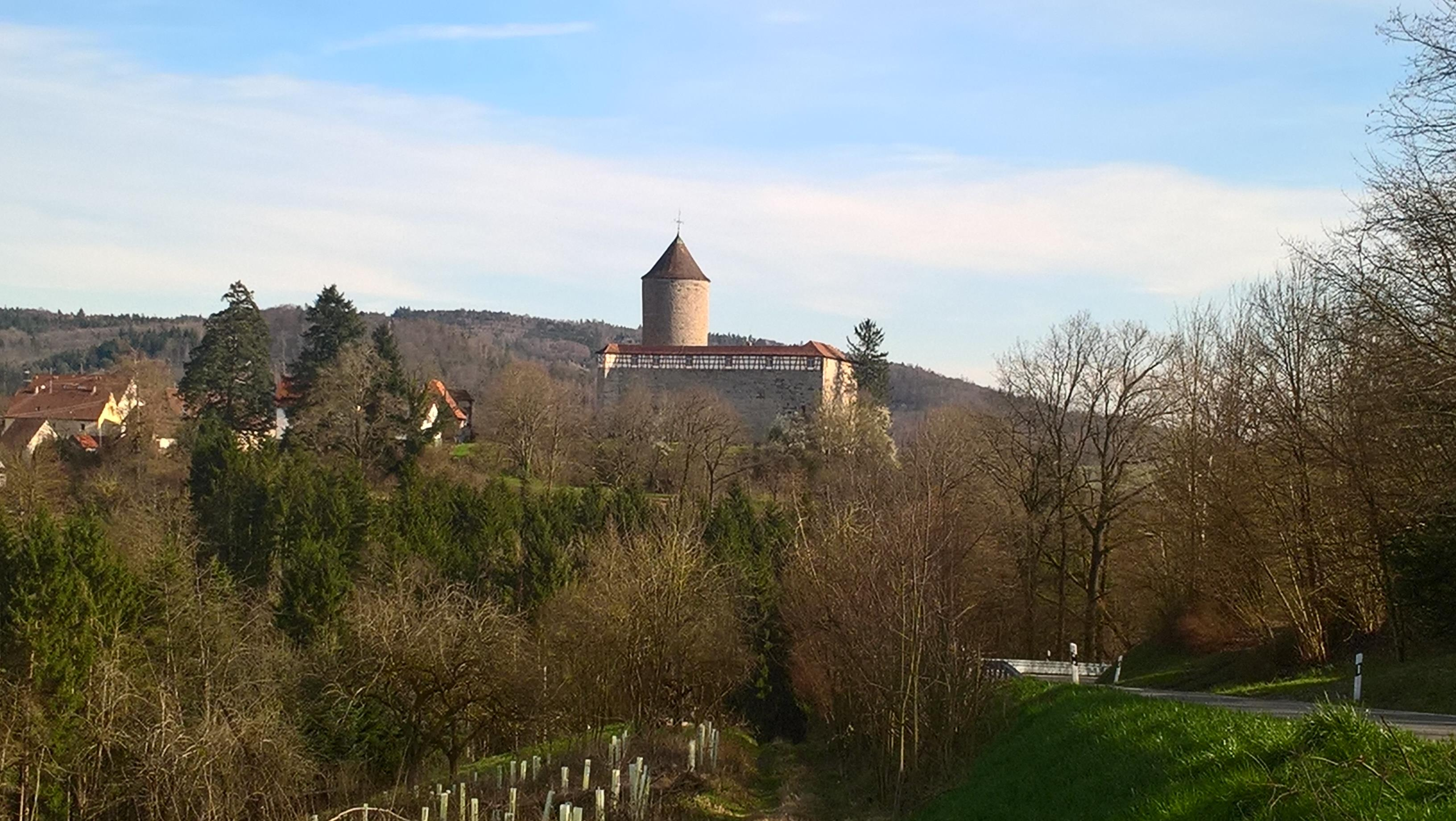
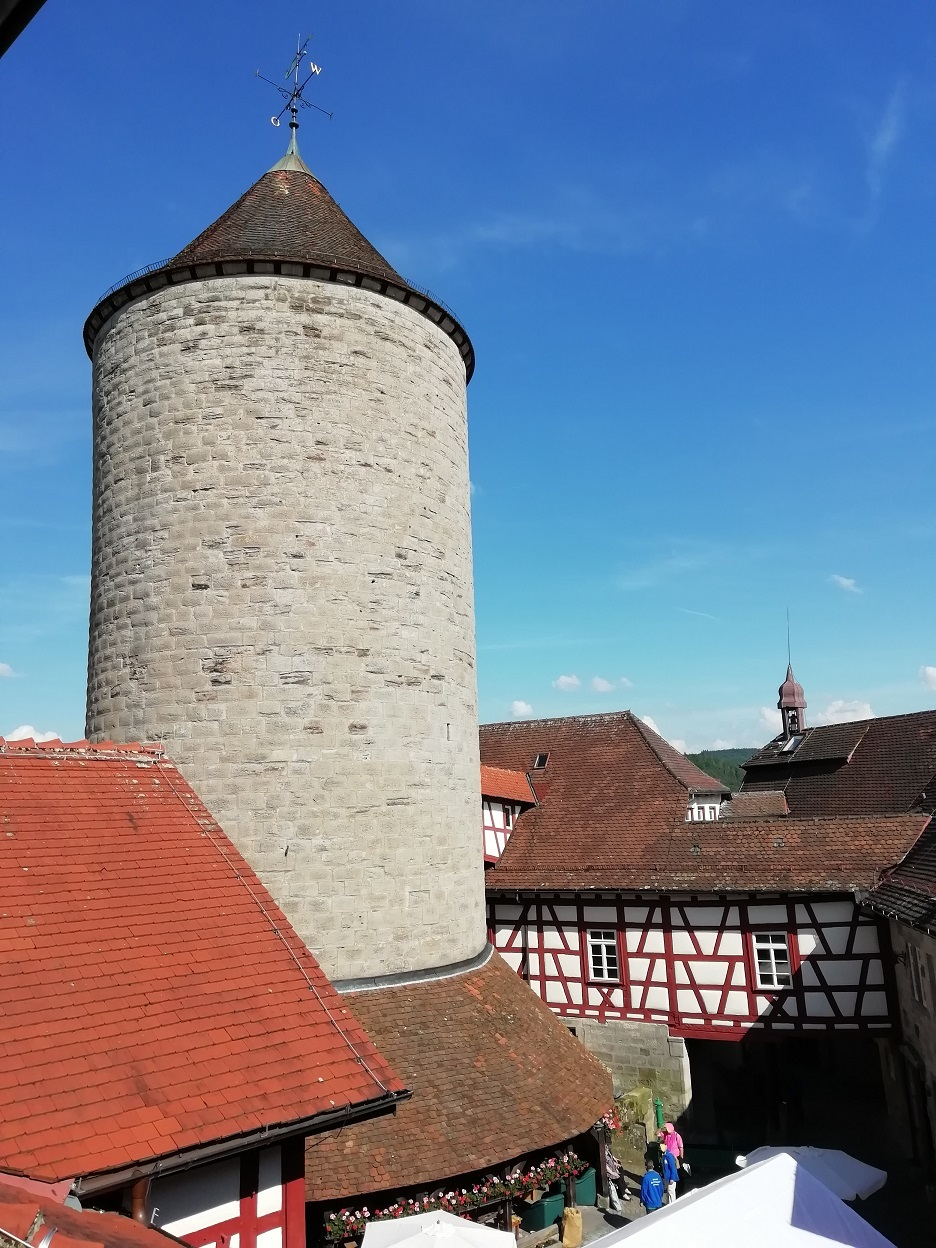
Innenhof mit Turm (Bergfried)
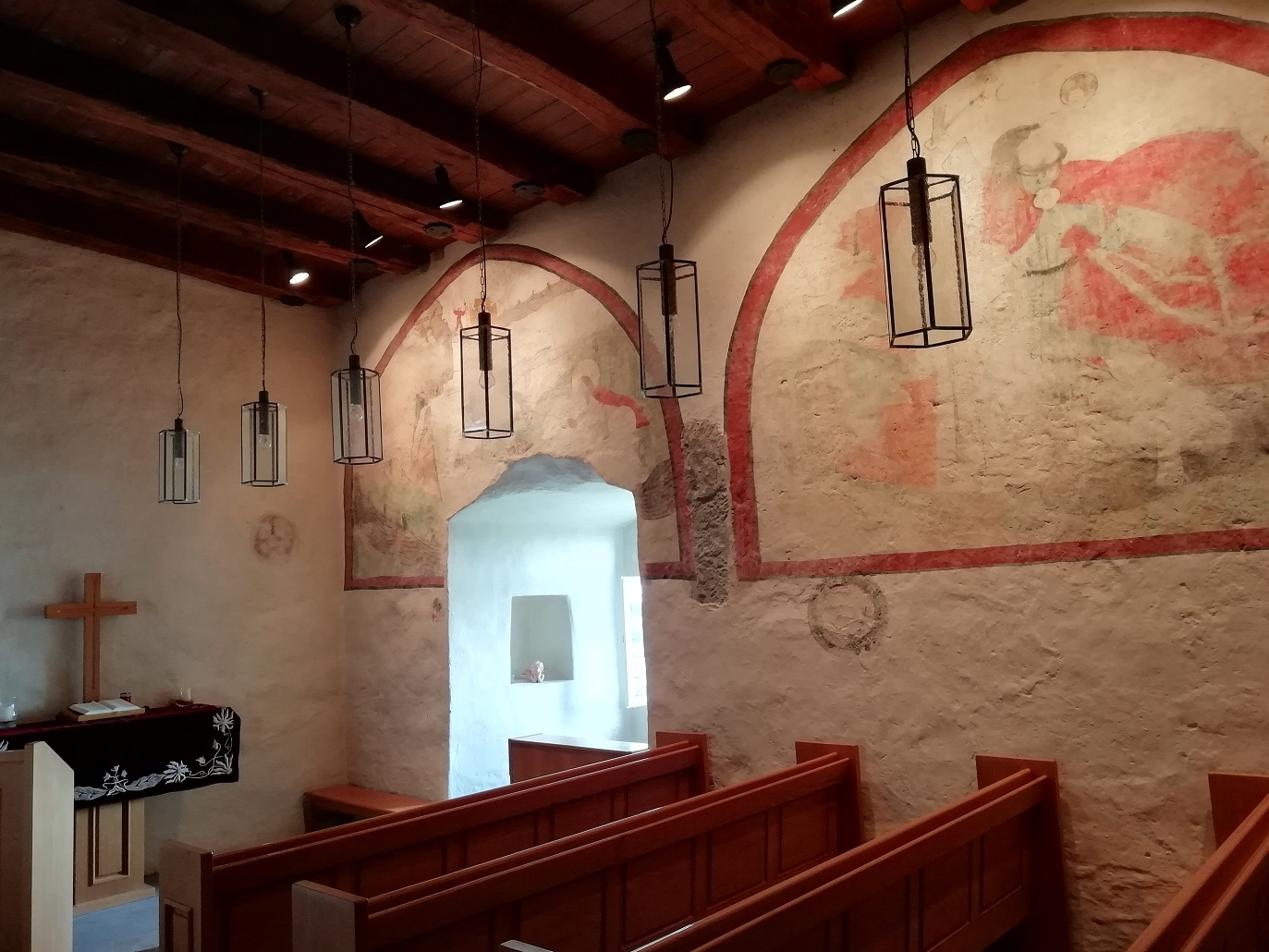
Burgkapelle
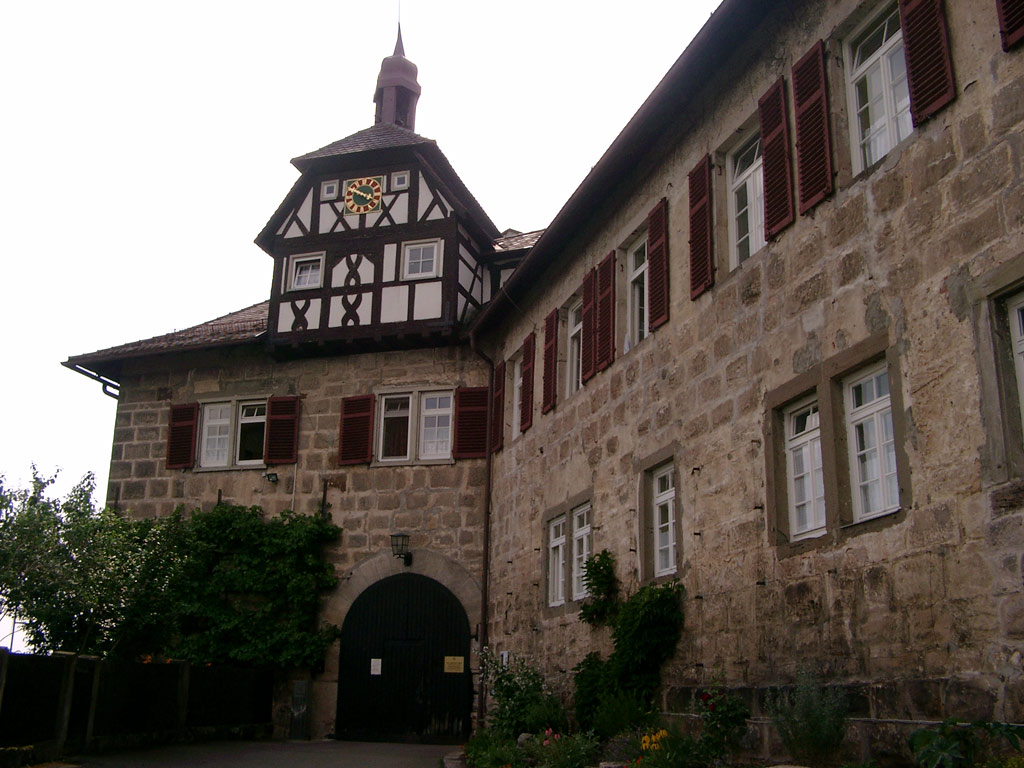
Portal